# 人和動物婚姻
人兽婚姻（英語：Human–animal marriage）是人与动物之间的跨物種婚姻，21世纪世界各地媒体有不少关于人与宠物、或与其他动物结婚的花边新闻。人兽婚姻通常被视为是恋兽、人兽交的特征，尽管两者之间并无必然的联系。尽管世界各国法律并未明确提及人和动物的婚姻关系，但根据动物虐待的相关法律，在许多国家与动物发生性关系属于违法行为。

## 民俗
人兽婚姻的故事题材，经常出现在神话和魔幻小说。有些民间传说和神话故事中，通常被理解为涉及神灵或英雄的神人婚姻（deity–human marriage）；希腊神话中丽达受到化身天鹅的宙斯诱惑，诞下的孩子变成天上的天鹅座。
许多美國原住民部落将人类的起源，追溯到人类与其他动物的婚姻，产生最初的祖先。美国大平原原住民夏安族有一个传说《嫁给狗的女孩》，讲述一位酋长女儿与狗生下七个孩子，最后变成昴星的故事。而其他的印第安神话中，动物精灵经常会化身为人； 这些情况下，它们多半并不被视为真正的动物，而是动物国度的代表。
中国民间故事《蚕女》，讲述一个女子嫁给白马的故事。爱尔兰也有类似的传说，讲述一位国王娶一匹马，象征国王与大地女神的神圣结合。现代广为人知的流传故事，是加布里埃爾-蘇珊·德·維倫紐夫所著的《美女与野兽》，在世界各地有许多不同的版本。
印度某些地方的习俗，认为交上厄运的青少年，会把灾难带给另一半的家庭，如果与动物结婚的话，就会把这份厄运转移在动物身上，成为解除厄运的一种迷信方法。
法国学者伯纳德·塞尔金特认为“人与动物的婚姻是一种过于疏远的结合，而乱伦是一种过于亲密的结合。其与来自不同氏族或村庄的人类之间，即是（取决于社会）在适度的内婚或外婚框架内的平衡婚姻相比，乱伦已超出常规，是一种超出界限的内婚；而人兽婚姻同样超出常规，因为它是一种超出界限的外婚。”

## 实例
许多（但不是绝大多数）司法管辖区中，并没有人和动物结婚的法律先例，然而曾经有人声称自己这样做过，关于人兽婚姻的新闻报道，包括马、狗、猫、狼蛛、青蛙、海豚、山羊、牛等动物。
1992年，一名美国男子与他的马结婚，他随后在回忆录中讲述自己如何对信仰卫理公会的家庭，隐瞒拥有动物恋的癖好。2005年，一名由世界生命教会任命为牧师的美国男子，为人及其宠物主持婚礼。一名英国女子与自己的狗结婚，并创建人和宠物婚姻的网络平台，为人及其宠物主持大约100场婚礼。2005年，另一名英国女子与海豚结婚。
2006年，苏丹山羊婚姻事件成为地方头条新闻，当时一名苏丹男子与一只山羊发生性关系，当局将其逮捕并迫其与山羊结婚。2010年再度发生一起轰动当地的人兽婚姻事件，一名18岁的巴厘岛男子与一头牛发生性关系，他声称这头牛向他调情。 随后，作为净化仪式（Pecaruan）的一部分，该男子被迫与这头牛结婚。当地村民认为，这场仪式是帮助村庄摆脱人兽交的不道德行为。随后这头牛被淹死在海里，男子的衣服也被象征性的沉入大海。
2013年，一名巴西男子被其所在的福音派教会拒绝，因此选择在撒旦教会与一头山羊结婚。 2014年，一名美国男子在旧金山普雷西迪奥圣母教堂，举行一场与他宠物狗的结婚仪式。